# Josep Tolosa i Carreras
Josep Tolosa i Carreras, (Girona, 20 de novembre de 1826 - Barcelona, 28 d'abril de 1916) fou un metge i jugador, problemista, i escriptor d'escacs català, impulsor dels escacs a Catalunya a les darreries del segle xix. Com a problemista, fou alumne de Joan Carbó i Batlle, i mestre de Josep Paluzie i Lucena i també de Valentí Marín i Llovet.

## Biografia
Tolosa està vinculat als inicis dels escacs a la ciutat de Barcelona. Malgrat que era llicenciat en medicina, tenia una molt bona situació econòmica, que li va permetre de dedicar-se als escacs com a activitat principal. Era un dels aficionats que a la dècada dels 1860 fou soci del Cercle d'escacs del Café del Recreo, al carrer d'Escudellers de Barcelona, amb, entre d'altres, Carles Bosch de la Trinxeria. El 1891 freqüentava el Cafè Anglès, al carrer de Ferran, lloc on s'iniciaren en els escacs dos dels personatges més rellevants pels escacs catalans de principis del segle xx, el barceloní Valentí Marín i Llovet i el mallorquí Joan Capó i González. Tolosa era també habitual de les tertúlies d'escacs que es feien al Café Munich a la Plaça de Catalunya.

## Escriptor d'escacs
El 1867 fou col·laborador a la revista Teoría y práctica del ajedrez, editada a Barcelona per Joan Carbó i Batlle. Va publicar el llibre Traité analytique du probleme d'échecs (Paris, 1892) que va tenir un gran èxit a nivell europeu. El 1883 s'encarregà de la columna d'escacs del setmanari barceloní La Ilustración, en la qual hi publicà diversos dels seus problemes.
Tolosa va col·laborar també a l'excel·lent publicació Ruy López publicada a Barcelona i dirigida per Joan Capó i González, entre 1896 i 1899. S'encarregava de fer comentaris d'actualitat, articles de fons, i de la sel·leció de problemes. Tolosa fou també director de la secció escaquista de l'Sportsmen's Club de Barcelona, que celebrà torneigs i activitats d'escacs els anys 1904-1905.